# Paulines Drøm
Paulines Drøm er en dansk stumfilm fra 1914 med ukendt instruktør.